# Округ Морган (Тенеси)
Округ Морган (енгл. Morgan County) је округ у америчкој савезној држави Тенеси.

## Демографија
По попису из 2010. године број становника је 21.987, што је 2.23 (11,3%) становника више него 2000. године.
| Група             | 2000.          | 2010.          |
| Белци             | 19.016 (96,2%) | 20.638 (93,9%) |
| Афроамериканци    | 440 (2,2%)     | 806 (3,7%)     |
| Азијати           | 23 (0,1%)      | 41 (0,2%)      |
| Хиспаноамериканци | 120 (0,6%)     | 188 (0,9%)     |
| Укупно            | 19.757         | 21.987         |